# Hakeem Olajuwon
Hakeem Abdul Olajuwon (* 21. Januar 1963 in Lagos, Nigeria als Akeem Abdul Olajuwon) ist ein ehemaliger nigerianisch-US-amerikanischer Basketballspieler, der von 1984 bis 2002 in der nordamerikanischen NBA spielte. In den 1990er-Jahren gewann der 2,13 Meter große Center zwei NBA-Meisterschaften mit den Houston Rockets sowie eine Auszeichnung zum Most Valuable Player (MVP). Während seiner Hochschulzeit erhielt er den Spitznamen The Dream. 2008 wurde Olajuwon in die Naismith Memorial Basketball Hall of Fame aufgenommen. Zusätzlich wird er auf der Liste der 50 besten NBA-Spieler aller Zeiten sowie, daran anknüpfend, im Kader des NBA 75th Anniversary Teams geführt.

## Laufbahn

### Anfangszeit
Olajuwon wuchs in Nigeria auf. Seine Eltern besaßen ein Zementgeschäft. Er spielte in jungen Jahren zunächst Fußball (Torhüter) und Handball. Im Jugendalter nahm er als Torhüter am Dallas Cup, einem internationalen Jugendfußballturnier in Dallas (US-Bundesstaat Texas), teil. Mit 15 Jahren entschied er sich für Basketball. Olajuwon war Schüler des Muslim Teachers College in Nigeria. 1979 wechselte er an die University of Houston in die Vereinigten Staaten. Olajuwon nahm in der Saison 1979/80 nicht am Spielbetrieb teil.

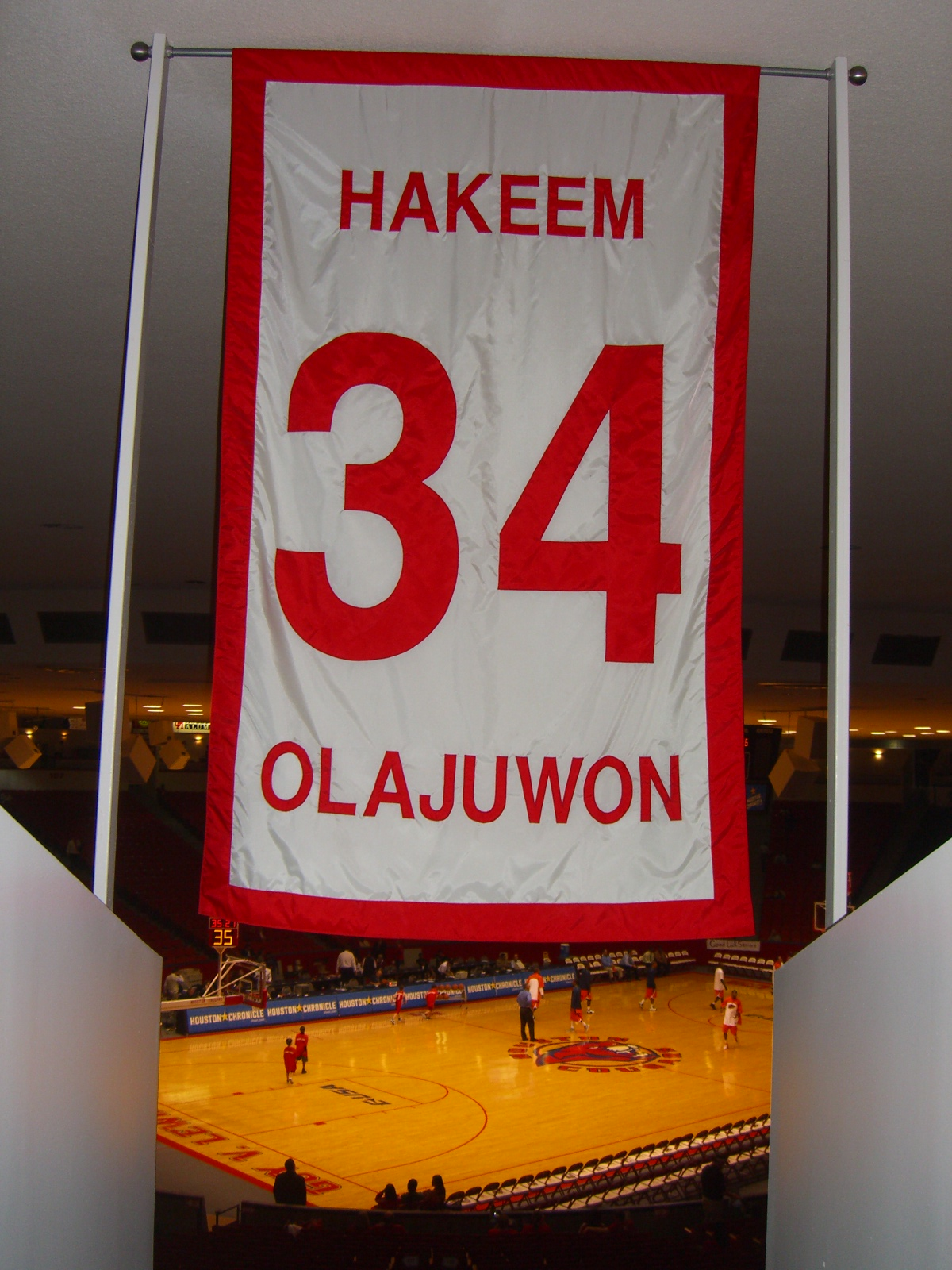
Olajuwons Rückennummer 34 wird von der University of Houston nicht mehr vergeben.

In Houston bildete Olajuwon mit Shooting Guard Clyde Drexler ein starkes Duo. Durch ihren schnellen Spielstil, der auf spektakuläre Korberfolge in Korbnähe, insbesondere Dunkings, abzielte, wurden sie als Phi Slamma Jamma bekannt. Nachdem sie 1982 im Halbfinale gegen den späteren Meister, die UNC Tar Heels mit James Worthy und Michael Jordan, ausgeschieden waren, erreichten sie im Folgejahr das Endspiel der NCAA-Meisterschaft, in dem sie als Favorit gegen die Überraschungsmannschaft Wolfpack der North Carolina State University von Trainer Jim Valvano antraten. Sie verloren in einem geschichtsträchtigen Spiel in den Schlusssekunden gegen die wegen ihrer knappen Siege als Cardiac Pack bezeichnete Mannschaft ausgerechnet durch einen spielentscheidenden Dunking von Lorenzo Charles.
Drexler gab daraufhin seinen Wechsel in die NBA bekannt. Olajuwon, der in der Saison 1982/83 große Fortschritte machte, nachdem er im Sommer 1982 mit Moses Malone trainiert hatte, entschied sich für ein weiteres Jahr an der Universität.
In der Saison 1983/84 erreichten die Houston Cougars, obwohl durch den Abgang von Drexler geschwächt, erneut das NCAA-Finale. Gegner waren die Georgetown Hoyas mit ihrem Center Patrick Ewing. Während sich Olajuwon und Ewing in der Partie neutralisierten, übernahmen Ewings Mitspieler das Kommando und gewannen das Spiel. Nach dieser zweiten Niederlage entschloss sich Olajuwon zum Wechsel in die NBA. Im NBA-Draftverfahren 1984 besaßen die Houston Rockets das erste Auswahlrecht und entschieden sich für Olajuwon. Weitere Spieler dieses Draftjahrgangs waren unter anderem Michael Jordan (an dritter Stelle ausgewählt), Charles Barkley (fünfte Stelle) und John Stockton (16. Stelle), womit er zu den stärksten der NBA-Geschichte gezählt wird.

### NBA-Karriere
Mit dem 2,24 Meter großen Ralph Sampson bildete Olajuwon ein Center-Duo, das in der NBA die Twin Towers genannt wurde. In der Saison 1985/86 besiegten sie den amtierenden NBA-Meister, die Los Angeles Lakers mit Magic Johnson, in den Playoffs. In der Finalserie unterlagen die Texaner den Boston Celtics um Larry Bird, Kevin McHale und Robert Parish in sechs Spielen.
In der Saison 1986/87 galten Olajuwon und die Houston Rockets als einer der Titel-Kandidaten, wurden aber durch die Verletzungsprobleme von Ralph Sampson geschwächt. In den Playoffs unterlag man in der zweiten Runde den Seattle SuperSonics nach dem sechsten Spiel, in dem Olajuwon mit 49 Punkten und 25 Rebounds die bis dahin beste Partie seiner NBA-Laufbahn gespielt hatte.
Ralph Sampson wurde alsbald verkauft, Olajuwon blieb in Houston. In den Playoffs der Saison 1987/88 unterlagen die Rockets in der ersten Runde mit 1:3-Spielen, obwohl Hakeem Olajuwon 37,5 Punkte und 16,8 Rebounds pro Spiel verbuchte. Auch in den Folgejahren kamen die Texaner trotz Olajuwons überzeugenden Leistungen nicht über die erste Playoffrunde hinaus. In der Saison 1988/89 erzielte er als erster Spieler 200 Blocks und 200 Steals in einer Spielzeit. Am 20. März 1990 gelang ihm ein sogenanntes „Quadruple-Double“, also zweistellige Werte in vier Kategorien, als er gegen die Milwaukee Bucks 18 Punkte, 16 Rebounds, 11 Blocks und 10 Assists markierte.
In der Saison 1991/92 verpassten die Texaner erstmals seit 1984 die Playoffteilnahme. Gleichzeitig endete Olajuwons Vertrag, und es gab Spannungen mit Rockets-Besitzer Charlie Thomas. Olajuwon erwog einen Wechsel, ehe Thomas und er ihre Meinungsverschiedenheiten während eines Fluges nach Tokio ausräumten und Olajuwon seinen Vertrag in Houston verlängerte. Seine Statistiken stiegen in der folgenden Saison in fast jeder Kategorie an, die Rockets steigerten sich von 42 (1992) auf 55 Siege (1993). In der Wahl zum MVP unterlag Olajuwon Charles Barkley, und in den Playoffs unterlag die Mannschaft im siebten Spiel des Western-Conference-Halbfinales den Seattle SuperSonics um Gary Payton.

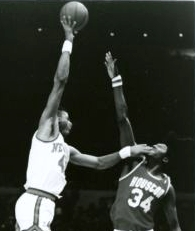
Olajuwon (rechts) beim Blockversuch, 1986

Olajuwons Leistung steigerte sich 1993/94 erneut, er wurde zum MVP und zum besten Verteidiger der Saison gewählt. Die Texaner besiegten in der ersten Playoffrunde die Portland Trail Blazers mit Olajuwons ehemaligem Mannschaftskameraden an der University of Houston, Clyde Drexler. In den Western-Conference-Halbfinale wurden sie von den Vorjahres-Finalisten, den Phoenix Suns von Charles Barkley, an den Rand der Niederlage gebracht, nachdem sie die ersten zwei Heimspiele verloren hatten. Houston kämpfte sich zurück und erreichte nach einem gewonnenen siebten Spiel die Conference-Finalserie. Dort wurden die Utah Jazz in fünf Spielen besiegt und die Mannschaft zog ins NBA-Finale ein.
Seit Olajuwons letzter Final-Teilnahme 1986 war die Mannschaft völlig umgebaut worden. Statt Ralph Sampson, Rodney McCray und Robert Reid spielten nun Mario Ellie, Kenny Smith, aber auch Talente wie Robert Horry und Sam Cassell an der Seite Olajuwons. So war er der einzige Spieler, der von jener '86er-Mannschaft noch übrig war. Gegner im Finale waren die New York Knicks, bei denen Patrick Ewing spielte. Die Finalserie war ausgeglichen, und nach einer Niederlage der Knicks im sechsten Spiel gab es ein entscheidendes siebtes Spiel in Houston, das die Texaner gewannen. Zehn Jahre nachdem Olajuwon von Ewing im NCAA-Endspiel besiegt worden war, hatte Olajuwon nun die Chance auf eine Revanche genutzt. Olajuwon wurde auch zum MVP des NBA-Final gewählt. Für Houston war es der erste Titel der Vereinsgeschichte. 
Im Jahr darauf waren die Rockets Titelverteidiger, spielten aber unter den Erwartungen. So wurde Mitte der Saison Clyde Drexler aus Portland nach Houston geholt. Als Sechster zogen die Rockets in den Playoffs ein und besiegten die Utah Jazz und die Phoenix Suns. In der Conference-Finalserie besiegten sie die San Antonio Spurs mit 4:2 und trafen im Finale auf die Orlando Magic, die mit ihren jungen Spielern wie Shaquille O’Neal und Penny Hardaway die Chicago Bulls um Michael Jordan geschlagen hatten. Nach einem knappen ersten Spiel, das Orlando verlor, war Houston nicht mehr aufzuhalten. Nach drei weiteren Siegen standen sie als NBA-Meister fest. Bekannt wurden die Worte von Houstons Trainer Rudy Tomjanovich, der nach dem Spiel äußerte: „Unterschätze niemals das Herz eines Meisters“ (englisch: „Don't ever underestimate the heart of a champion“). Damit spielte er auf die vermeintliche Außenseiterrolle der Houston Rockets an, die Titelverteidiger waren.
Der Einzug ins Finale wurde 1996 nicht wiederholt, da Olajuwon mit seiner Mannschaft im Conference-Halbfinale 0:4 gegen die Seattle SuperSonics verlor. Olajuwon, mittlerweile 33 Jahre alt, begann abzubauen. Zwar erreichten die Rockets 1997 dank der Verpflichtung von Charles Barkley noch einmal das Western-Conference-Finale, doch begann danach der allmähliche Abstieg. Nach zwei Erstrundenniederlagen 1998 und 1999 wurden 2000 die Playoffs verpasst. Im Jahr 2001 wurde Olajuwon zu den Toronto Raptors weitergereicht, wo er nach einer Spielzeit seine Karriere beendete. Im Laufe seiner NBA-Karriere kam er auf 3830 Blocks und stellte mit diesem Wert eine NBA-Bestmarke auf. Er erzielte in der NBA insgesamt 26946 Punkte.

## Erfolge und Rekorde
- 1× NBA Most Valuable Player Award: 1994
- 2× NBA-Meister (1994, 1995)
- 2× Wertvollster Spieler der NBA-Finalserie (1994, 1995)
- 6× All-NBA First Team: 1987–1989, 1993–1994, 1997
- 3× All-NBA Second Team: 1988, 1990, 1996
- 5× NBA All-Defensive First Team: (1987, 1988, 1990, 1993, 1994)
- 4× NBA All-Defensive Second Team: (1985, 1991, 1996, 1997)
- 12× NBA All-Star: 1985–1990, 1992–1997
- 2× NBA Defensive Player of the Year: 1993, 1994
- NBA All-Rookie Team: 1985
- NBA-Bestenliste, Punkte: 14. Platz (26.946) (Stand: Juni 2025)
- NBA-Bestenliste, Rebounds: 14. Platz (13.748) (Stand: Juni 2025)
- NBA-Bestenliste, Blocks: 1. Platz (3830) (Stand: Juni 2025)
- NBA-Bestenliste, Steals: 10. Platz (2162) (Stand: Juni 2025)

## NBA-Statistiken

### Hauptrunde
| Saison    | Team    | GP   | GS   | MPG  | FG % | 3P % | FT % | RPG  | APG | SPG | BPG | PPG  |
| --------- | ------- | ---- | ---- | ---- | ---- | ---- | ---- | ---- | --- | --- | --- | ---- |
| 1984–85   | Houston | 82   | 82   | 35.5 | .538 | –    | .613 | 11.9 | 1.4 | 1.2 | 2.7 | 20.6 |
| 1985–86   | Houston | 68   | 68   | 36.3 | .526 | –    | .645 | 11.5 | 2.0 | 2.0 | 3.4 | 23.5 |
| 1986–87   | Houston | 75   | 75   | 36.8 | .508 | .200 | .702 | 11.4 | 2.9 | 1.9 | 3.4 | 23.4 |
| 1987–88   | Houston | 79   | 79   | 35.8 | .514 | .000 | .695 | 12.1 | 2.1 | 2.1 | 2.7 | 22.8 |
| 1988–89   | Houston | 82   | 82   | 36.9 | .508 | .000 | .696 | 13.5 | 1.8 | 2.6 | 3.4 | 24.8 |
| 1989–90   | Houston | 82   | 82   | 38.1 | .501 | .167 | .713 | 14.0 | 2.9 | 2.1 | 4.6 | 24.3 |
| 1990–91   | Houston | 56   | 50   | 36.8 | .508 | .000 | .769 | 13.8 | 2.3 | 2.2 | 3.9 | 21.2 |
| 1991–92   | Houston | 70   | 69   | 37.7 | .502 | .000 | .766 | 12.1 | 2.2 | 1.8 | 4.3 | 21.6 |
| 1992–93   | Houston | 82   | 82   | 39.5 | .529 | .000 | .779 | 13.0 | 3.5 | 1.8 | 4.2 | 26.1 |
| 1993–94   | Houston | 80   | 80   | 41.0 | .528 | .421 | .716 | 11.9 | 3.6 | 1.6 | 3.7 | 27.3 |
| 1994–95   | Houston | 72   | 72   | 39.6 | .517 | .188 | .756 | 10.8 | 3.5 | 1.8 | 3.4 | 27.8 |
| 1995–96   | Houston | 72   | 72   | 38.8 | .514 | .214 | .724 | 10.9 | 3.6 | 1.6 | 2.9 | 26.9 |
| 1996–97   | Houston | 78   | 78   | 36.6 | .510 | .313 | .787 | 9.2  | 3.0 | 1.5 | 2.2 | 23.2 |
| 1997–98   | Houston | 47   | 45   | 34.7 | .483 | .000 | .755 | 9.8  | 3.0 | 1.8 | 2.0 | 16.4 |
| 1998–99   | Houston | 50   | 50   | 35.7 | .514 | .308 | .717 | 9.6  | 1.8 | 1.6 | 2.5 | 18.9 |
| 1999–2000 | Houston | 44   | 28   | 23.8 | .458 | .000 | .616 | 6.2  | 1.4 | 0.9 | 1.6 | 10.3 |
| 2000–01   | Houston | 58   | 55   | 26.6 | .498 | .000 | .621 | 7.4  | 1.2 | 1.2 | 1.5 | 11.9 |
| 2001–02   | Toronto | 61   | 37   | 22.6 | .464 | .000 | .560 | 6.0  | 1.1 | 1.2 | 1.5 | 7.1  |
| Gesamt    | Gesamt  | 1238 | 1186 | 35.7 | .512 | .202 | .712 | 11.1 | 2.5 | 1.7 | 3.1 | 21.8 |

### Play-offs
| Saison  | Team    | GP  | GS  | MPG  | FG % | 3P % | FT % | RPG  | APG | SPG | BPG | PPG  |
| ------- | ------- | --- | --- | ---- | ---- | ---- | ---- | ---- | --- | --- | --- | ---- |
| 1984–85 | Houston | 5   | 5   | 37.4 | .477 | –    | .478 | 13.0 | 1.4 | 1.4 | 2.6 | 21.2 |
| 1985–86 | Houston | 20  | 20  | 38.3 | .530 | .000 | .638 | 11.8 | 2.0 | 2.0 | 3.5 | 26.9 |
| 1986–87 | Houston | 10  | 10  | 38.9 | .615 | .000 | .742 | 11.3 | 2.5 | 1.3 | 4.3 | 29.2 |
| 1987–88 | Houston | 4   | 4   | 40.5 | .571 | .000 | .884 | 16.8 | 1.8 | 2.3 | 2.8 | 37.5 |
| 1988–89 | Houston | 4   | 4   | 40.5 | .519 | –    | .680 | 13.0 | 3.0 | 2.5 | 2.8 | 25.3 |
| 1989–90 | Houston | 4   | 4   | 40.3 | .443 | –    | .706 | 11.5 | 2.0 | 2.5 | 5.8 | 18.5 |
| 1990–91 | Houston | 3   | 3   | 43.0 | .578 | .000 | .824 | 14.7 | 2.0 | 1.3 | 2.7 | 22.0 |
| 1992–93 | Houston | 12  | 12  | 43.2 | .517 | .000 | .827 | 14.0 | 4.8 | 1.8 | 4.9 | 25.7 |
| 1993–94 | Houston | 23  | 23  | 43.0 | .519 | .500 | .795 | 11.0 | 4.3 | 1.7 | 4.0 | 28.9 |
| 1994–95 | Houston | 22  | 22  | 42.2 | .531 | .500 | .681 | 10.3 | 4.5 | 1.2 | 2.8 | 33.0 |
| 1995–96 | Houston | 8   | 8   | 41.1 | .510 | .000 | .725 | 9.1  | 3.9 | 1.9 | 2.1 | 22.4 |
| 1996–97 | Houston | 16  | 16  | 39.3 | .590 | .000 | .731 | 10.9 | 3.4 | 2.1 | 2.6 | 23.1 |
| 1997–98 | Houston | 5   | 5   | 38.0 | .394 | .000 | .727 | 10.8 | 2.4 | 1.0 | 3.2 | 20.4 |
| 1998–99 | Houston | 4   | 4   | 30.8 | .426 | –    | .875 | 7.3  | 0.5 | 1.3 | 0.8 | 13.3 |
| 2001–02 | Toronto | 5   | 0   | 17.2 | .545 | –    | .667 | 3.8  | 0.4 | 1.4 | 0.8 | 5.6  |
| Gesamt  | Gesamt  | 145 | 140 | 39.6 | .528 | .222 | .719 | 11.2 | 3.2 | 1.7 | 3.3 | 25.9 |

## Sonstiges

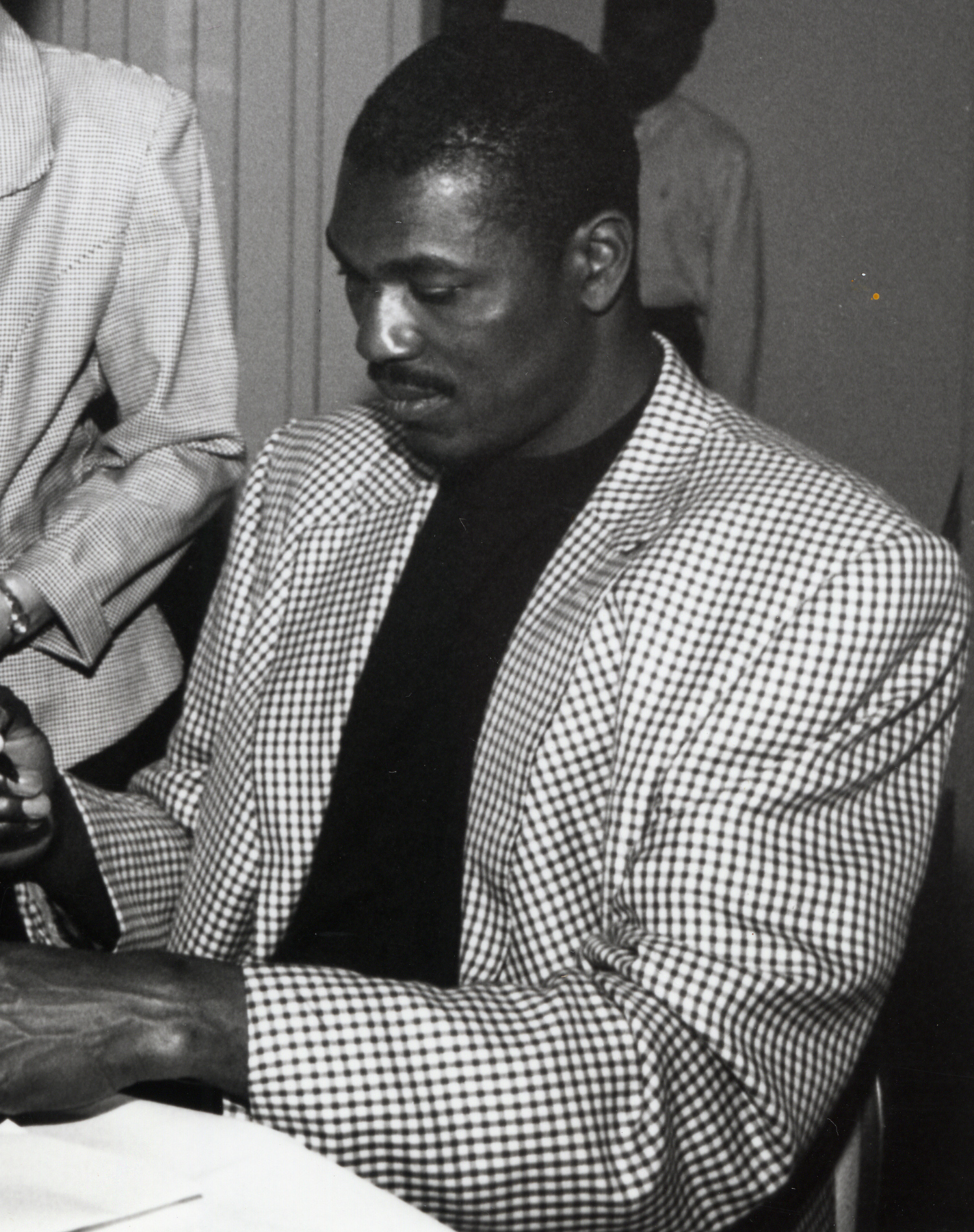
Olajuwon während einer Autogrammstunde

Olajuwon ist Muslim. Er hielt auch während der NBA-Saison die Gebote des Ramadan ein. Am 9. April 1991 änderte er seinen Vornamen Akeem zu der konventionellen Form Hakeem, um zu verdeutlichen, wie ernst er seine Religion nahm. Seit dem 1. April 1993 ist er US-amerikanischer Staatsbürger und nahm auch für die USA an den Olympischen Spielen 1996 teil. Olajuwon wurde 1996 zu einem der 50 besten Spieler der NBA-Geschichte gewählt und 2008 in die Naismith Memorial Basketball Hall of Fame aufgenommen.